# بخش مرکزی شهرستان دهاقان
بخش مرکزی شهرستان دهاقان تنها بخش شهرستان دهاقان در استان اصفهان ایران است. 
نام قدیم این شهرستان سمیرم سفلی(تاقون) بوده است.

## تقسیمات کشوری
- بخش مرکزی شهرستان دهاقان 
  - دهستان موسی‌آباد
  - دهستان همگین
  - دهستان قمبوان

شهرها : دهاقان ، گلشن

## جمعیت
براساس سرشماری عمومی نفوس و مسکن در سال ۱۳۹۵، جمعیت بخش مرکزی شهرستان دهاقان برابر با ۳۴،۵۱۱ نفر بوده‌است.